# Broelemannia bulgarica
Broelemannia bulgarica är en mångfotingart som beskrevs av Karl Wilhelm Verhoeff 1926. Broelemannia bulgarica ingår i släktet Broelemannia och familjen Schizopetalidae. Inga underarter finns listade i Catalogue of Life.